# 野蛮龙
野蛮龙（英語：Savage Dragon）是一部正在连载的美国漫画，由埃里克·拉尔森创造并由Image漫畫出版。漫画讲述的是一位名为“龙”的具有超人能力的警员。该人物首次出现在《百万吨 #3》。
该“龙”是一只大型、有翅、绿皮肤的人，其特点有超强力量和自愈因子。他是一个失忆症患者：他最早的记忆是觉醒在燃烧中的伊利诺斯州芝加哥市。因此，对于大多数系列，他的力量和外观仍是一个谜。在早先的系列中，他成为一名从事对抗变异的罪犯“超级怪物”的芝加哥反恐警官。
《野蛮龙》是一个映像漫画公司公司仍在连载的早期漫画（另一个是再生侠），而且是唯一一个仍以该作品原作者和原画家创作的漫画。

## 其他媒體
- 《野龙特警（英语：The Savage Dragon (TV series)）》：1995-96年動畫片，由吉姆·卡明斯配音。